# سيمون براون
سيمون براون (بالإنجليزية: Simon Brown)‏ (5 ديسمبر 1976 بتشيلمسفورد في المملكة المتحدة - ) هو لاعب كرة قدم بريطاني في مركز حراسة المرمى. لعب مع توتنهام هوتسبير وكامبريدج يونايتد وكولتشستر يونايتد ونادي برينتفورد ونادي فولهام ونادي نورثامبتون تاون ونادي هيبرنيان ولينكولن سيتي أف سي ونادي كينغستونيان وAylesbury United F.C. ‏ ودارلينجتون إف سى وويلينج يونايتد.

## وصلات خارجية
- سيمون براون على موقع قاعدة بيانات كرة القدم.إي يو (الإنجليزية)
- سيمون براون على موقع قاعدة بيانات كرة القدم.إي يو (الإنجليزية)
- سيمون براون على موقع Soccerbase.com (لاعب) (الإنجليزية)